# Манзон, Федерика
Федерика Манзон  (род. 2 октября 1981, Порденоне, Фриули-Венеция-Джулия) — итальянская писательница.

## Биография
Родилась в 1981 году в Порденоне. Живет в Милане и Триесте, где получила высшее образование по специальности «Современная философия».  Публиковала свои рассказы в журнале Nuovi Argomenti (редактором которого она была) и в итальянском интернет-журнале Carmilla on line, прежде чем дебютировала в 2008 году в сборнике Tu sei lei c романом Come si dice addio. В 2011 году её второй роман «Di fama e di sventura» получил премию Рапалло Кариге для женщин-писателей и вошёл в пятерку финалистов премии Кампьелло. В 2015 году отредактировала коллективный выпуск «I mari di Trieste».  Была редактором отдела иностранной художественной литературы в издательстве Mondadori, а затем преподавателем и руководителем учебного процесса в школе Холдена в Турине. Сотрудничает с различными газетами, включая ежедневную газету Il Piccolo и Tuttolibri della Stampa;  в прошлом сотрудничала с организацией литературного фестиваля Pordenonelegge.it. Была консультантом по зарубежной художественной литературе для серии «Средиземноморье» издательства Crocetti Editore и в настоящее время является главным редактором Guanda. За свой роман « Alma» получила премию Кампьелло 2024 года и премию Стреза.

## Работы

### Романы
- Come si dice addio, Mondadori, 2008.
- Di fama e di sventura, Mondadori, 2011.
- La nostalgia degli altri, Feltrinelli, 2017.
- Il bosco del confine, Aboca Edizioni, 2020.
- Alma, Feltrinelli, 2024. (В 2024 г. издан по-русски ➤)

### Антологии
- Tu sei lei, a cura di Giuseppe Genna, Minimum Fax, 2008.
- Ultima fermata Treviglio, a cura di Paolo Possamai, Marsilio, 2012.
- I Mari di Trieste, Bompiani, 2015.